# Stary Tobiasz

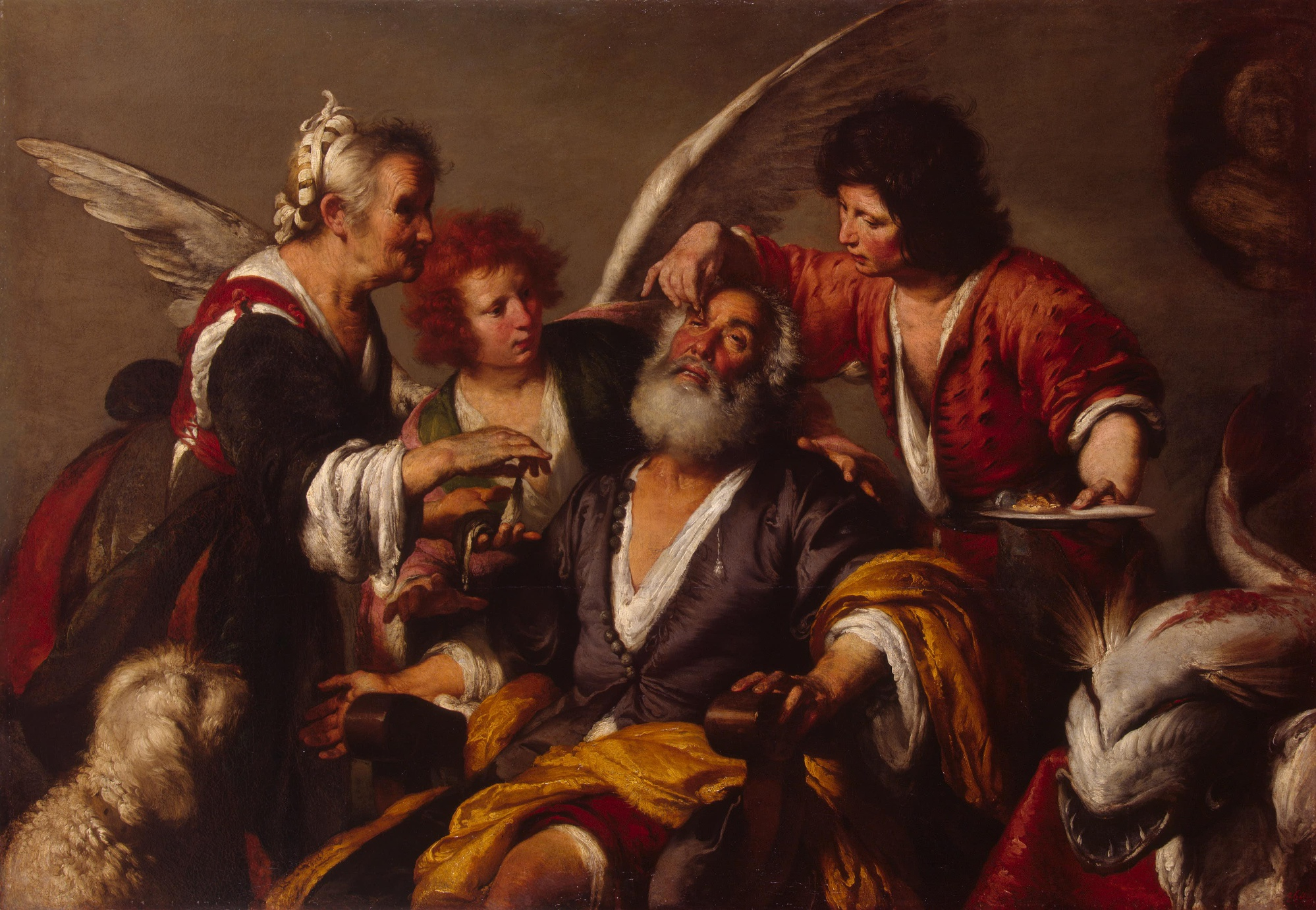
"Uzdrowienie Tobiasza" - obraz Bernarda Strozzi

Tobiasz (Jahwe jest moim bogactwem) (właściwie Tobit) – postać biblijna, główny bohater Księgi Tobiasza. Pochodził z pokolenia Neftalego. Jego żoną była Anna, a synem Tobiasz.
Został uprowadzony do niewoli asyryjskiej i podczas grzebania zmarłych bielmo spowodowało, że oślepł. Jego kuzyn miał córkę Sarę, której siedmiu wybranków serca zmarło z powodu demona Asmodeusza. Bóg wysłał na pomoc młodszemu Tobiaszowi archanioła Rafała. Tobiasz i Sara modlili się do Boga o poprawę ich sytuacji. Wtedy archanioł powiedział Tobiaszowi by ten położył na rozpalone węgle serce i wątrobę ryby. Tak też zrobił. Dzięki temu wypędził złego ducha ze swojej małżonki. Ojciec natomiast otrzymał od archanioła lekarstwo (żółć ryby wyłowionej w czasie przeprawy Tobiasza i Rafała przez rzekę Tygrys), które przywróciło mu wzrok. Starszy Tobiasz żył 112 lat, a młodszy 117 lat.
Nazwa księgi biblijnej, powtarzająca się w rękopisach greckich, brzmi właściwie Tobit i tę formę należy uznać za prawidłową. Księga ma dwóch bohaterów, ojca i syna. Pierwszy, według rękopisów greckich, nazywał się Tobit, drugi Tobiasz. Oba imiona mają swoje odpowiedniki semickie (hebrajski i aramejski). Pierwsze imię jest krótszą formą drugiego lub innego podobnego. W przekładzie starołacińskim i u św. Hieronima obaj nazywają się Tobias. Dlatego w tradycji katolickiej utarła się nazwa Księga Tobiasza. W przekładach angielskich i niemieckich przeważa Tobit. Wśród polskich wydań tytuł Księga Tobita i rozróżnienie obu imion przyjęła np. Biblia poznańska. Zgodnie  z tekstem greckim i podłożem semickim należy więc rozróżnić Tobita i Tobiasza.